# Portrait de la comtesse Protassova avec ses nièces
Portrait de la comtesse Anna Protassova avec ses nièces est un tableau de l'artiste autrichienne Angelica Kauffmann, réalisé en 1788 et conservé au musée de l'Ermitage à Saint-Pétersbourg.
Le tableau est un portrait de la comtesse Anna Stepanovna Protassova entourée des filles de son frère P. S. Protassov, représentées assises sur un banc de pierre dans un parc.

## Description
Anna Stepanovna Protassova (1745-1826) est la fille du sénateur Stepan Fedorovitch Protassov. Dame de compagnie de confiance de l'impératrice Catherine II, et son amie la plus proche. Sur le côté droit de la poitrine de Protassova se trouve un nœud de demoiselle d'honneur de l'ordre de Saint-André avec un médaillon de l'impératrice Catherine II, indiquant qu'au moment où le tableau a été peint, elle était déjà une dame d'honneur de la cour de Russie. Autour d'elle sont représentées les filles de son frère, le gouverneur et sénateur de Kalouga, le lieutenant-général Piotr Stepanovitch Protassov, qui vivait avec elle au Palais d'Hiver. Elles furent également plus tard dames d'honneur.
Le tableau a été peint à Rome en 1788 sur ordre du prince Nicolas Ioussoupov, qui a envoyé à Kauffmann six croquis pour créer un portrait de groupe - Kauffmann elle-même a écrit à ce sujet dans son « Journal des ordres ». On ne sait pas si Ioussoupov a passé cette commande pour lui-même ou pour l'impératrice. Il n'est pas non plus établi sa date d'entrée à l'Ermitage, cependant, selon l'inventaire de 1797, le portrait est déjà répertorié dans la collection de l'Ermitage.
Selon ses contemporains, l'artiste a considérablement embelli l'apparence de Protassova : « Mademoiselle Protassova était d'une laideur repoussante, noire, barbue, et elle m'a beaucoup fait rire par la majesté de son apparence. Le comte Arkady Markoff lui-même, qui ne se distinguait pas par sa beauté, a refusé de l'épouser en disant : « Elle est mauvaise, je suis mauvaise, pourquoi allons-nous déshonorer la race humaine avec elle ».
Fin 1791, une gravure de James Walker fut retirée du tableau et publiée au début de l'année suivante, la date indiquée sur la gravure est le 1er janvier 1792.

## Littérature
- Peinture et sculpture à Rome dans la seconde moitié du XVIIIe siècle : catalogue de l’exposition / Musée de l’Ermitage. - SPb. : Izd-vl Gos. Ermitage, 2011. - 240 p.
- Nikouline, N. N. : Peinture allemande et autrichienne des XVe – XVIIIe siècle. Ermitage. Saint-Pétersbourg, Iskusstvo-SPb Publ., 1996.
- Rovinsky D. A. : Dictionnaire détaillé des portraits gravés russes. Edition de 700 portraits phototypés. Saint-Pétersbourg : Imprimerie de l’Académie impériale des sciences, 1888. - VOL. III : P-³.
- Portraits russes des XVIIIe et XIXe siècles / Edition du grand-duc Nikolaï Mikhaïlovitch. - Saint-Pétersbourg : Expédition d’achat de papier de l’État, 1909. - T. V.